# Elektron T3L44
Die Elektron T3L44 ist ein dreiteiliger, durchgehend niederfluriger Straßenbahn-Gelenktriebwagen des Herstellers Elektrontrans aus Lwiw in der Ukraine. Es wurde zunächst nur ein Exemplar als Prototyp gebaut, das seit 2014 mit der Betriebsnummer 1180 bei der Straßenbahn Lwiw eingesetzt wird. Bereits seit 2013 ist dort ein fünfteiliger Triebwagen mit der Nummer 1179 im Einsatz, der als Elektron T5L64 bezeichnet wird. 2016 wurden dort weitere sieben T3L44 beschafft und mit den Nummern 1181 bis 1187 eingereiht.
Elektrontrans wurde 2011 vom ukrainischen Unternehmen Elektron als Joint Venture mit der TransTec Vetschau GmbH und der Avtotehnoproekt LLC gegründet. Produziert werden außerdem Oberleitungsbusse der Bauart Elektron T19. 